# Buen vivir
 (mars 2021).
Le buen vivir (littéralement « bien vivre » en espagnol), sumak kawsay en quechua ou vivir bien est un concept autochtone à vocation universaliste utilisé en particulier en Équateur. Le buen vivir s’appuie sur le principe d'une relation harmonieuse entre être humain et la nature, d’une vie communautaire faite d’entraide, de responsabilités partagées, de production collective et de distribution des richesses selon les nécessités des membres de la communauté. En Bolivie est utilisé un concept similaire d'origine aymara, suma qamaña (vivre bien).

## Définition
Selon Fernando Huanacuni Mamani, le concept signifie « vivre bien », « vivre en plénitude », « vivre en harmonie et en équilibre avec les cycles de la Terre-Mère, du cosmos, de la vie et avec toutes les formes d'existence ».
Dans son livre Le buen vivir : pour imaginer d’autres mondes, Alberto Acosta Espinosa (es) le définit ainsi : « Il pose les bases d’une relation harmonieuse entre l’homme et la nature, en rupture avec la dégradation engendrée par le modèle économique fondé sur la consommation et la croissance. Il développe une démocratie d’un type nouveau qui, en plus de prendre en compte les générations futures, intègre des segments historiquement exclus de la population : les femmes, les immigrés, les habitants des quartiers populaires… »
L'homme politique et médecin belgo-péruvien Luis Barbarán trouve remarquable que « ce mode de pensée des communautés indiennes précolombiennes ait survécu à l’invasion des conquistadors, au pillage de toutes les ressources des communautés, à la négation même de leur histoire et de leur culture, pour renaître 500 ans plus tard ».
Ce concept est inscrit dans la constitution de deux États sud-américains (l’Équateur en 2008 et la Bolivie en 2009). Le président Rafael Correa veut s'appuyer sur le buen vivir pour la construction d’un État interculturel, plurinational. La politique du Venezuela et du Pérou est influencée par cette philosophie mise en place dans les pays voisins.[réf. nécessaire]
Carlos Mendoza, chercheur au Centre tricontinental à Louvain-la-Neuve, analyse la réussite de la pensée du Buen Vivir en ces termes : « C’est une pensée révolutionnaire qui critique les visions classiques du développement en refusant l’idée que nous supprimerons la pauvreté par une croissance économique infinie. Il n’est pas surprenant que la gauche latino se soit montrée sensible à ce discours ».

## Terminologie
Le buen vivir trouve son origine dans de nombreux peuples autochtones amérindiens :
- Bolivie : suma quamaña (en aymara) et ñande reko (peuple Guarani) ;
- Équateur : sumak kawsay  (en kichwa) et shiir waras (peuple Shuar) ;
- Chili : künme mongen (peuple Mapuche) ;
- Pérou : jakona shati (peuple Shipibo Konibo) et kametsa asaike (peuple Asháninka).

## Critiques
Le buen vivir étant un mode de vie et de pensée communautaire, des interrogations sont régulièrement énoncés quant à sa possible intégration au mode de vie occidental ; les propositions du buen vivir se veulent en rupture face à la modernité et au consumérisme.
Le président de la République de l'Équateur, Rafael Correa, avait mis en avant le Buen Vivir pendant sa campagne, et créé un ministère du Bien-Vivre dans son gouvernement. Dans un article de 2015, Frédéric Martel le décrit ainsi : « Concept flou au spectre d’action vaste, véritable soft power latino, le buen vivir a permis à Correa, comme à Evo Morales, d’englober à la fois la critique de la mondialisation et du consumérisme, la défense de l’environnement et de donner des « droits » à la nature. ».

## En France
L'idée est portée par le Mouvement Utopia qui souhaite co-construire un projet de société dont l'objectif est le buen vivir[source secondaire souhaitée].
Le politologue Paul Ariès émet l'idée d'un « buen vivir à la française » – non pas un calque mais une inspiration, parmi d'autres. Lié à l'écosocialisme, il se fonderait, explique-t-il, sur l'anticapitalisme, l'antiproductivisme et le refus de l'ascèse sacrificielle chère aux socialismes comme à la « décroissance bigote », ce bien vivre serait « un devenir possible de l'humanité », non point un gadget mais un « cadeau conceptuel » de l'Amérique andine, offert au monde.
L'esprit du buen vivir inspire les partis politiques, notamment EELV, le Parti de gauche.

#### Articles
- Didier Epsztajn, « Buen Vivir », Reporterre, 3 octobre 2014.
- Émilie Carme, Le Buen Vivir qu'est-ce donc?, site internet Ballast.
- Eduardo Gudynas, Gerardo Honty, « Dérèglements climatiques et transition vers le Buen Vivir en Amérique du Sud », site internet Ritimo, 18 juillet 2016.
- Pablo Solón, « Le « Vivir Bien » », dans Christophe Aguiton, Geneviève Azam, Élizabeth Peredo et Pablo Solón, Le Monde qui émerge : les alternatives qui peuvent tout changer, Les liens qui libèrent, coll. « Attac », 2017 (ISBN 979-10-209-0516-1).

### Filmographie
- Le Era del Buen Vivir, de Aline Dehasse et Jeroen Verhoeven, 2011, durée : 52 min.